# Zuckeroma
Zuckeroma ist eine österreichische Filmkomödie aus dem Jahr 2004 mit der Hauptdarstellerin Bibiana Zeller.

## Handlung
Melanie Seeberg besucht ihre Mutter Elfriede Hirth, genannt „Ommama“, zu deren Geburtstag in ihrem Elternhaus und findet erschrocken ihren Vater todkrank vor, was die Mutter nicht zu kümmern scheint. Der Vater stirbt am selben Abend; sein letzter Wunsch an Melanie war, sich um die Ommama zu kümmern. Die Haushaltshilfe Gusti, gute Seele des Hauses, wurde von der Ommama nicht zur Beerdigung geladen, da sie „Personal“ sei. Melanies Angebot, sich nun um sie zu kümmern, schlägt die Ommama entrüstet aus. Wenig später, als die Familie Seeberg die Oma besuchen kommt, finden sie nur Gusti vor, die ihnen mitteilt, die Ommama habe das Haus hinter ihrem Rücken verkauft und ziehe in eine Seniorenresidenz. Sie hinterlässt nur zwei Goldmünzen für ihre Enkelkinder Sebastian und Stella.
Zehn Jahre später führt die Familie Seeberg ein normales Familienleben in Wien. Anton Seeberg arbeitet selbstständig als Softwareentwickler und hat ein großes Projekt für eine Klinik in Singapur in Arbeit, von dem er sich Reichtum verspricht. Melanie kümmert sich um den Haushalt, Sohn Sebastian studiert Jus und Tochter Stella geht noch zur Schule. Als Melanie das Grab ihres Vaters besucht, leistet ihr ein einsamer alter Mann spontan Gesellschaft, davon beeindruckt, dass sie mit dem Grab ihres Vaters persönliche Gespräche führt und ihm ihr Leid klagt.
Währenddessen schikaniert die Ommama im Seniorenheim eine Pflegerin mit Migrationshintergrund und benimmt sich auch sonst absolut negativ. Nichts kann man ihr recht machen, auch die anderen Bewohner meiden sie.
Anton beschließt, vor seinem bevorstehenden Singapur-Aufenthalt in Korfu Urlaub zu machen, wohin Melanies Vater früher immer so gerne wollte, was aber aufgrund des Widerstands der Ommama nicht gelang. Doch unterwegs erhalten sie einen Anruf, die Ommama habe einen Schlaganfall erlitten. Sie brechen den Urlaub ab und kehren zurück. Im Spital wirkt die Ommama todkrank, so dass Anton vorschlägt, sie bei sich aufzunehmen.
Beim Einzug in der Familie wirkt die Ommama sehr verwirrt und verwechselt Personen, doch wenn sie allein ist, lässt sie die Maske fallen – ihre Hilflosigkeit täuscht sie nur vor, um alle anderen manipulieren zu können. Sie nörgelt über ihr Zimmer, über die Wohnlage, über die ausländische Hausangestellte, über jeden in der Familie, vor allem aber über das Essen, da Melanie streng auf ihre Diät achtet, die sie wegen ihrer Zuckerkrankheit einhalten muss. Die Ommama hintergeht das so oft wie möglich, indem sie ganze Marmeladengläser entwendet und auslöffelt. Bald setzt die Ommama durch, ihr Zimmer mit Stella zu tauschen, da sie sich allein fühle. Als Stella rebelliert, bezeichnet die Ommama sie als undankbar und hässlich, das löst eine Krise in Stella aus. Zum Ausgleich macht Stella endlich einen langgehegten Traum wahr und holt sich einen Hund aus dem Tierheim, der wegen seines unauffälligen Aussehens kein Zuhause findet. Alle in der Familie gewinnen den Hund sofort lieb, außer der Ommama, die ihn als stinkenden Köter bezeichnet.
Schließlich hat Anton sein Softwareprojekt abgeschlossen und lädt Melanie ein, ihn zur Präsentation nach Singapur zu begleiten. Für Besorgungen lassen sie die Ommama eine Stunde im Haus allein. Diese spioniert durch alle Zimmer, findet bei Sebastian Sexhefte, setzt sich damit in Antons Arbeitszimmer und löscht dort – ob absichtlich oder versehentlich, bleibt offen – dessen Computer sowie alle Backupmedien. Anton ist durch die Zerstörung seiner Arbeit eines ganzen Jahres so verletzt, dass er die Ommama kurz darauf zu ermorden versucht und darüber selbst so erschrickt, dass er vorerst zu seinen Eltern nach Mallorca umzieht. 
Wieder besucht Melanie das Grab des Vaters und klagt ihm die Situation. Dabei begegnet ihr der alte Mann wieder und erzählt ihr von seinem Sohn, dessen Leben zerstört wurde, weil seine Mutter einen Mann aus ihm machen wollte, der er ganz und gar nicht war. Danach habe der alte Mann mit seiner Frau eine Bergtour unternommen, auf der sie tödlich abstürzte. Verstört verabschiedet sich Melanie.
Jeder in der Familie hat nun Visionen, die unausstehliche Ommama zu ermorden: Stella will sie vergiften, Sebastian will sie erschlagen. Das Familienleben ist am Ende, Sebastian hängt nur noch mit Freunden herum und Stella spricht nicht mehr. Allerdings hat Melanie, durch das Erlebnis am Friedhof inspiriert, eine Mordidee entwickelt: Sie bestellt beim Konditor eine extra große, süße und fette Nougattorte. Die Ommama wurde Tage zuvor auf zuckerfreie Kost gesetzt. Nun stellt Melanie die Torte in den Kühlschrank und lässt die Ommama allein. Erwartungsgemäß macht diese sich über die Torte her und stirbt an der Zuckerüberdosis.
Die Seebergs stehen nun vor einem Neubeginn. Sie warten in Triest auf die Fähre, damit sie ihren Korfu-Urlaub nachholen können.

## Kritik
„Turbulente (Fernseh-)Komödie um das unverwüstliche Schwiegermutter-Klischee, das in diesem Fall eine heile bürgerliche Welt bedroht.“

„Die Komödie über das Zusammenleben verschiedener Generationen unter ein Dach entpuppt sich als bitterböse Satire, die Xaver Schwarzenberger einmal mehr nach dem Drehbuch seiner Ehefrau Ulli in Szene setzte. In der Rolle der boshaften Oma glänzt Bibiana Zeller, die schon mehrfach mit Schwarzenberger zusammenarbeitete.“